# Степанов, Юрий Сергеевич
Ю́рий Серге́евич Степа́нов (20 июля 1930, Москва — 3 января 2012, там же) — советский и российский лингвист, семиотик, академик Академии наук СССР (с 15 декабря 1990 года; с 1991 — академик Российской академии наук), доктор филологических наук, профессор.

## Биография
Окончил испанское отделение филологического факультета МГУ (1953) и аспирантуру при кафедре общего и сравнительно-исторического языкознания. Кандидат филологических наук (1958, диссертация «Относительное подчинение в старофранцузском и староиспанском языках IX—XIII вв.»). Стажировался во Франции (Сорбонна, Коллеж де Франс, École pratique des hautes études). Заведующий кафедрой французского языка МГУ (1961—1962), заведующий кафедрой общего и сравнительно-исторического языкознания МГУ (1962—1971). Доктор филологических наук (1966, диссертация «Структурно-семантическое описание языка: французский язык»), профессор (1968). С 1971 года — в Институте языкознания АН СССР (РАН); заведующий сектором теоретического языкознания (1992—2001), советник дирекции (2001—2012). Заместитель главного редактора журналов «Известия АН СССР. Серия литературы и языка» (1973—1987) и «Вопросы языкознания» (1988—1994). Председатель научного совета РАН «Теоретические проблемы языкознания». Почётный профессор Вильнюсского университета (2003).
Скончался 3 января 2012 года после продолжительной болезни. Похоронен 12 января на Троекуровском кладбище.

### Научные интересы
Труды в области теоретической лингвистики, сравнительно-исторического индоевропейского языкознания, романской филологии и семиотики.

### Преподавательская деятельность
Читал общие курсы «Введение в языкознание», «Синтаксис и семантика индоевропейского праязыка», спецкурс «Структурно-семантическое описание языка». По его инициативе была возобновлена и обновлена прежняя специализация по сравнительно-историческому изучению индоевропейских языков, открыта группа финского языка и финской литературы (1969). Читал также курс «Введение в сравнительно-историческую грамматику ностратических языков». Вёл курсы по литовскому и древнегреческому (евангельскому) языкам, написал грамматику греческого языка.

## Награды
- Государственная премия Российской Федерации в области науки и техники «за участие в коллективном научном труде „Лингвистический энциклопедический словарь“» (1995)[3]
- Золотая медаль имени В. И. Даля за книгу „Константы. Словарь русской культуры“ (1999)[4]
- Международная отметина имени отца русского футуризма Давида Бурлюка[5]